# Empusidae
Los empúsidos (Empusidae) son una familia de mantis. Está compuesta de dos subfamilias y diez géneros:
- Empusinae
  - Chopardempusa Paulian, 1958
  - Dilatempusa Roy, 2004
  - Empusa Illiger, 1798
  - Gongylus Thunberg, 181
  - Hemiempusa Saussure & Zehntner, 1895
  - Hypsicorypha Krauss, 1892
  - Idolomorpha Burmeister, 1838
- Blepharodinae
  - Blepharodes Bolivar, 1890
  - Blepharopsis Rehn, 1902
  - Idolomantis Uvarov, 1940